# Маринович Мирослав Франкович
Мирослав Франкович Маринович (4 січня 1949 , Комаровичі, Львівська область ) — український громадський діяч, член-засновник  Української Гельсінської групи (1976), дисидент і політв'язень часів СРСР (1977—1987), засновник та голова амністійного руху в Україні (1991—1997), філософ, релігієзнавець, публіцист, колишній проректор, а зараз радник ректора Українського католицького університету у Львові.

## Життєпис
Мирослав Маринович народився 4 січня 1949 р. в селі Комаровичі Старосамбірського району Дрогобицької області (нині Самбірський район Львівської області) у родині українців, які були змушені внаслідок відомої операції «Вісла» переселитися з села Війське (нині територія Польщі) на територію тодішньої УРСР. Родина зазнала репресій: старший брат матері загинув на Колимі, дідуся-священника радянська влада неодноразово ув'язнювала. У пошуках праці родина переїхала в Дрогобич. Батько Дицьо Франко був водієм, а мати Любов Йосипівна, отримавши бібліотечну освіту, працювала в книгарні. Навчався Мирослав у Дрогобицькій середній школі № 2, яку закінчив із золотою медаллю. У 18 років він змінив батькове прізвище Дицьо на материне Маринович (батько тоді вже жив з іншою родиною). Великий вплив на формування його світогляду мали, крім матері та сестри Надії, дідусь Йосип Маринович, парох села Стебник, та вчитель Іван Рафа, який познайомив юнака з творчістю поетів-шістдесятників.
Не вступивши до Київського державного університету ім. Т. Шевченка, він влаштувався працювати на Дрогобицькому долотному заводі секретарем комітету комсомолу. А наступного року, 1967-го, вступив до Львівського політехнічного інституту і вчився за спеціальністю «Напівпровідникові прилади». На 3-му курсі навчання один зі студентів у гуртожитку доніс у КДБ, що «Маринович негативно висловлюється щодо національної політики КПРС і поширює наклепницькі вигадки про комуністів». В КДБ його спершу схиляли до інформаторства, а коли це не дало успіху, позбавили можливості закінчити вуз у званні офіцера.
На 5-му курсі М. Маринович під час однієї з поїздок у Київ познайомився з Миколою Матусевичем та іншими свідомими киянами. Захищав диплом інженера напівпровідникових приладів він англійською мовою, тому після закінчення вишу в 1972 р. працював перекладачем з англійської у відділі науково-технічної інформації на івано-франківському заводі «Позитрон». В одному з відряджень до Києва 22 травня 1973 року він разом із друзями покладав квіти до пам'ятника Тарасові Шевченку, через що його затримала міліція на летовищі «Жуляни», коли він повертався до Івано-Франківська. Про це повідомили керівництво заводу «Позитрон». Тоді у відповідь на погрозу тамтешнього співробітника КДБ: «Кто не с нами, тот против нас» — Маринович відповів: «Добре, я буду проти вас».
У 1973—1974 рр. служив солдатом у військах ППО в м. Вологда (Росія), демобілізувався у званні єфрейтора. Під час служби перебував під негласним наглядом КДБ.
1974 р. — переїхав до Києва, працював технічним редактором журналу «Початкова школа» та у видавництві «Техніка», кілька місяців — у київському Товаристві розповсюдження книг. Жив у родині Матусевичів або винаймав квартиру разом із М. Матусевичем. Деякий час був безробітним. Звідусіль його звільняли через втручання КДБ.
У листопаді 1976-го на пропозицію колишньої бранки беріївських таборів Оксани Мешко він, як і М. Матусевич, став одним із 10 членів-засновників створеної Миколою Руденком правозахисної Української Гельсінської групи. Нагляд КДБ ставав щораз суворішим, почалось постійне та відкрите стеження. Коли кілька місяців М. Маринович був безробітним, то використовував увесь свій час для роботи в УГГ. Крім участі в підготовці меморандумів Групи, що їх передавали на Захід і там оприлюднювали, він за дорученням М. Руденка їздить до інших її членів або до родин заарештованих. Зокрема, в січні 1977 р. їде з документами Групи до Москви, де зустрічається з членом УГГ генералом Петром Григоренком, а також до м. Таруси біля Серпухова на зустріч із членкинею УГГ Ніною Строкатою-Караванською та російським дисидентом Кронідом Любарським, які перебували там на поселенні. На зворотній дорозі з Таруси Мариновича затримують на вокзалі у Серпухові «за підозрою у спекулюванні золотом» та обшукують, вилучаючи всі матеріали Групи (згодом цей епізод стане приводом для засудження його ще й за ст. 70 КК РРФСР).
5 лютого 1977 р. Мариновича разом із Матусевичем кагебісти затримують і відвозять до Київського відділення КДБ, де офіційно попереджають, що в разі продовження «антирадянської» діяльності їх буде заарештовано. Згодом виявилося, що цього дня було заарештовано керівника УГГ Миколу Руденка і члена Групи з Донеччини Олексу Тихого. Попри це М. Маринович, як і інші члени УГГ, свою діяльність у Групі не припинив.
У березні 1977-го Маринович і Матусевич на вечорі пам'яті Тараса Шевченка в київській філармонії, здолавши опір організаторів вечора, несподівано вийшли на сцену і закликали заспівати «Заповіт», на що зала відгукнулася потужним співом, хоч і вже при вимкненому світлі. Іншого разу на завершення вистави «Марія Заньковецька» у Києві обидва вони, одягнуті відповідно у синю й жовту сорочки, разом виходять на сцену дарувати квіти, що присутні правильно «прочитують» як демонстрацію національного прапора.
А через місяць, 23 квітня 1977 р., М. Маринович, як і М. Матусевич, був заарештований. Їхні кримінальні справи об'єднали в одне провадження і звинувачували у «проведенні антирадянської агітації і пропаганди» за ч.1 ст. 62 КК УРСР та ч.1 ст. 70 КК РРФСР. Слідство тривало 11 місяців. 22–27 березня 1978 р. Київський обласний суд у м. Василькові засудив обох до максимального терміну ув'язнення — 7 років таборів суворого режиму і 5 років заслання.
Відбував покарання Маринович у таборі ВС-389/36 в с. Кучино на Пермщині, у глибинці Росії. Брав участь у всіх протестних акціях — страйках, голодівках, написанні заяв до прокурорів. Найтривалішою була 20-добова голодівка за право мати в таборі Біблію (і безуспішна, бо законодавством це було заборонено). Разом із іншими довіреними політв'язнями він створював і передавав на волю хроніку 36-го табору. За «порушення табірного режиму» відбув близько 150 діб у ШІЗО (штрафному ізоляторі) і близько півтора року в ПКТ (приміщенні камерного типу). За весь 7-річний термін мав три особисті побачення з матір'ю та сестрою у спеціальній кімнаті та два годинні побачення з ними через скло. Листування підлягало цензурі; за найменшої підозри листи конфісковували. Після арешту всесвітня правозахисна організація «Міжнародна амністія» взяла Мариновича під свій захист як в'язня сумління.
Саме в таборі почалася його творчість. 1982 р. він написав есей «Євангеліє від Юродивого», якого вдалося передати на Захід і там опублікувати. Маринович був автором, зокрема, таємного звернення групи в'язнів до Папи Івана-Павла II про переслідування за віру (на Великдень 1981 р.). Отримавши листа, Папа відслужив у Ватикані месу за підписантів.
У різний час у тому самому таборі разом із М. Мариновичем відбували покарання українські політв'язні: Євген Сверстюк, Микола Руденко, Генріх Алтунян, Семен Глузман, Валерій Марченко, Зеновій Красівський, Ігор Калинець, Олесь Шевченко, Євген Пронюк, Зорян Попадюк, Олександр Сергієнко, Петро Чорний, Анатолій Здоровий; росіяни Сергій Ковальов, Віктор Нєкіпєлов, Олексій Смірнов, Володимир Балахонов; вірмени Ішхан Мкртчян (наклав на себе руки) і Норайр Григорян; грузин Важа Жґенті; литовці о. Альфонсас Сварінскас та Антанас Терляцкас; естонець Віктор Нійтсоо. В цьому таборі також відбували покарання колишні воїни УПА: Павло Строцень та Онуфрій Кулак, а також ті, що були засуджені за «співпрацю з гітлерівцями».
Після завершення 7-річного терміну позбавлення волі в таборах суворого режиму наприкінці квітня 1984 р. М. Мариновича етапом переправляють до с. Саралжин Уїльського р‑ну Актюбинської обл. Казахстану для відбування визначеного судом 5-річного терміну заслання. Працював теслею у радгоспі, встановив приязні стосунки з місцевими казахами та чеченцями, які там працювали; йому виділили кімнату в саманній хатині для проживання. Під час заслання одружився з киянкою Любою, яка переїхала до нього жити. У лютому 1987 р. під час приїзду кагебістів відмовився подати клопотання про помилування, однак усе ж через місяць, у кінці березня, був «помилуваний» достроково генсеком СРСР Михайлом Горбачовим, як і майже 200 інших радянських політв'язнів (реабілітувала М. Мариновича уже Верховна Рада України 1991 р.).
2 квітня 1987 р. М. Маринович повернувся з дружиною до Дрогобича, де працював спершу робітником нафтопереробного заводу, а перед самим розпадом СРСР — журналістом міськрайонної газети «Галицька зоря». Там з'являються його перші публікації, зокрема визначальний есей «Україна на полях Святого Письма», який дуже зацікавив дрогобичан і став основою його першої (однойменної) книжки. Від усіх запрошень балотуватися в народні депутати чи обіймати державні посади, як це зробили багато його побратимів, він відмовлявся, вважаючи, що передусім треба працювати над зміною свідомості українців при переході від тоталітарного режиму до відкритого громадянського суспільства. Цьому він присвятив своє подальше життя.
Велику роль в його  житті відіграв Борис Ґудзяк — спершу як мирянин, потім отець, пізніше — Паризький єпископ УГКЦ, а тепер — Філадельфійський митрополит у США. За його рекомендацією у 1996—1997 рр., протягом 7 місяців, М. Маринович навчався в Колумбійському університеті у Нью-Йорку за програмою «Релігія, права людини та релігійна свобода» і проходив стажування в Університеті Еморі (Атланта) та Всесвітній Раді Церков (Женева). На пропозицію Б. Ґудзяка, який був тоді віцеректором Львівської богословської академії (ЛБА; з 2002 р. — Український католицький університет, УКУ), Маринович восени 1997 р. створив Інститут релігії та суспільства (ІРС), першим директором якого він був з 1 жовтня 1997-го до 3 жовтня 2007-го, коли передав ці повноваження своїм наступникам. З цього часу й дотепер він обіймає в Інституті посаду його  президента. Цей Інститут, штат якого складався в різний час із 4–5 працівників, під його керівництвом розгорнув просвітницьку й об'єднавчу роботу, яка мала велике значення в часи посткомуністичного сум'яття та початку національно-духовного відродження України:

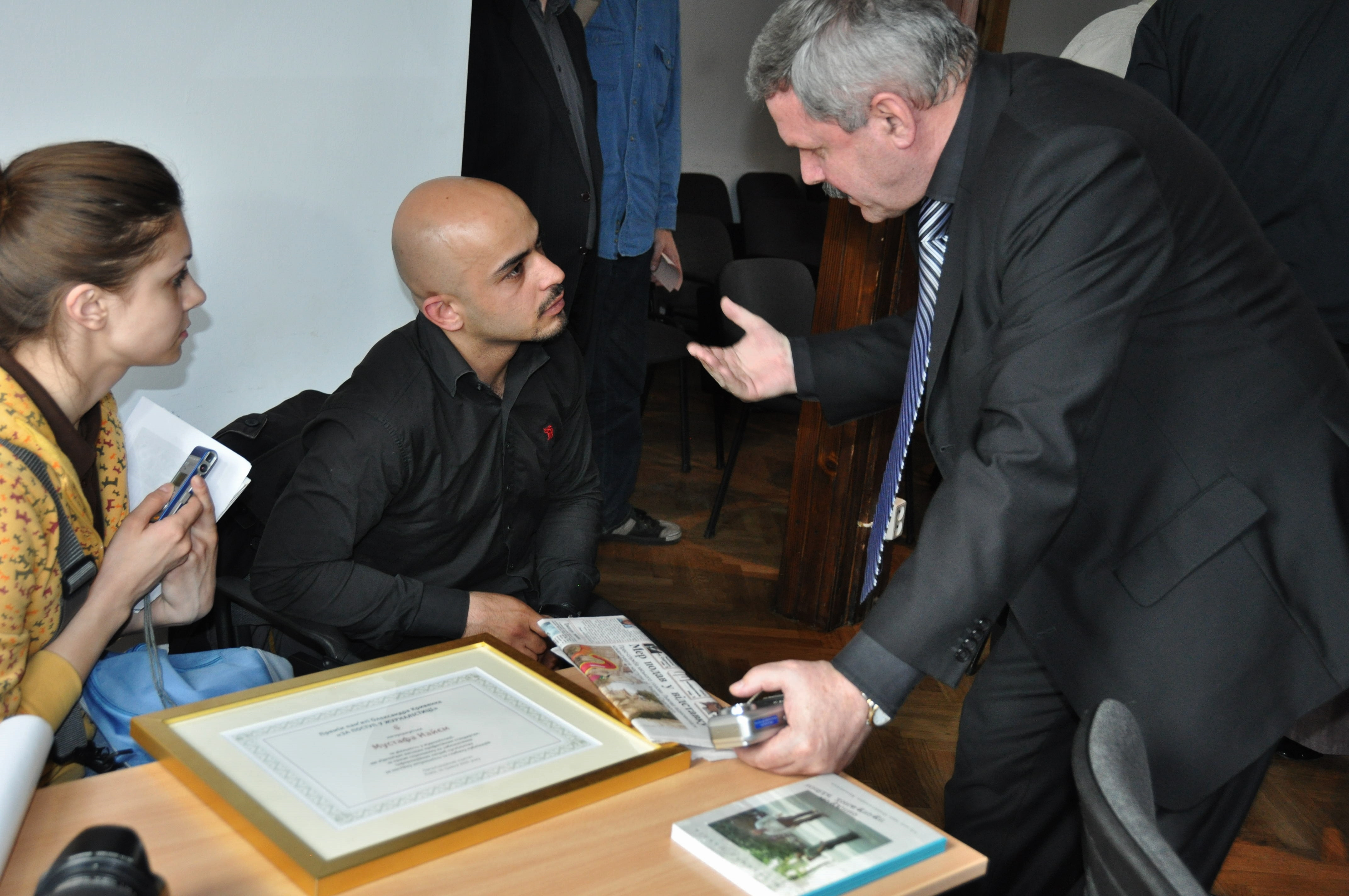
Мирослав Маринович та Мустафа Найєм після отримання останнім премії ім. Олександра Кривенка в Українському католицькому університеті у Львові (травень 2010)

- на презентації ІРС 19 листопада 1997 р. для львівської громади були присутні керівники трьох Церков і громадські діячі. М. Маринович дав багато інтерв'ю про мету і завдання Інституту;
- з 1998 р. почав проводити щорічні Всеукраїнські науково-практичні семінари для студентів та молодих науковців на суспільно-релігійні теми, для поглиблення їхніх знань і взаємного пізнання молоді з різних регіонів України;
- провів 1999 р. разом з київським Інститутом юдаїки перший у сучасній історії міжнародний міжрелігійний семінар «Юдео-християнський діалог у світі та в Україні» з участю Головного рабина України Якова дов Блайха та єпископа-помічника Глави УГКЦ Любомира Гузара, спрямований до налагодження українсько-єврейських стосунків;
- провадив експертну роботу для Синоду Єпископів УГКЦ (зокрема, М. Маринович був причетний до розроблення концепції інституту військового капеланства та екуменічної концепції), а крім того, став активним учасником процесу вдосконалення законодавства про релігійну свободу;
- у 1998—2001 рр. провів 5 тематичних семінарів-обговорень для мирян різних конфесій Львівщини й інших регіонів України (іноді з учасниками з інших країн) на теми поглиблення релігійних знань, толерантності й порозуміння;
- напередодні візиту Папи Івана-Павла II 2001 р. взяв участь у його організації: створив Службу папських текстів та Релігійно-інформаційну службу України (РІСУ) як підрозділ Інституту. За цей час Маринович дав 23 інтерв'ю для теле- і радіопередач, українських, французьких, італійських, польських та інших газет; взяв участь у 4 телепередачах, зокрема «Табу», у прямому ефірі на львівському ТБ, у записі італійської телерадіокомпанії RAI; написав 7 статей для преси (реакція на сьогодення, про враження від акції протесту мирян УПЦ проти приїзду Папи до України; про стан УГКЦ напередодні приїзду Папи, про сам візит і його значення та багато чого іншого);
- провів багато різних тематичних загальноукраїнських конференцій, Круглих столів, лекцій, зустрічей, зокрема у співпраці з Фондом св. Володимира — серію міжнародних конференцій «Християнин і політика» (1999—2006 рр.);
- брав активну участь у щорічних молитвах українсько-польського примирення на Личаківському цвинтарі (з 2002 р.), а також у проведенні «Лекцій Свободи» пам'яті Олександра Кривенка (з 2004 р.) та присудженні премії «За поступ у журналістиці»;
- з 2006 р. є одним з організаторів Всеукраїнського табору «Ковчег» для молодих українців, євреїв, поляків та (з 2014 р.) кримських татар, щоб вони краще пізнавали національні й релігійні особливості одне одного й відчули себе свідомими громадянами єдиної України;
- організував і курував близько 20 видань ІРС — це переклади українською мовою праць західних дослідників та оригінальні україномовні матеріали на теми прав людини, релігійної свободи, екуменізму, прозелітизму, соціальної комунікації та соціальної доктрини Церкви (багато матеріалів для збірників М. Маринович сам перекладав з англійської чи редагував інші переклади, упорядковував збірники);
- з 2010 р. й донині провадить літню школу «Соціальна думка Митрополита Шептицького» для студентів гуманітарних факультетів, аспірантів, молодих науковців, мирянських та політичних активістів з усієї України (релігійно-конфесійна приналежність учасників значення не має).
- у листопаді 2016 р. на відзначення 40-ліття з дня створення УГГ провів в УКУ масштабну акцію — Форум дисидентів та II Кримський форум з учасниками не лише з України та окупованого Криму, а й з усієї Європи та Америки;
- у здійсненні своєї роботи ІРС співпрацює з майже 80 науково-дослідницькими центрами, інститутами, кафедрами, факультетами, редакціями, видавництвами, інтернет-порталами, церковними структурами, комісіями, товариствами, а також з різними фондами й дипломатичними структурами. Існує на кошти різних спонсорів.

2000 р. на запрошення отця-ректора ЛБА Б. Ґудзяка обійняти також посаду віцеректора і члена ректорату Маринович із родиною переїхав до Львова на постійне проживання. Спершу (за сумісництвом із працею у згаданому Інституті) виконував обов'язки віцеректора з питань зовнішніх зв'язків ЛБА–УКУ (2000—2005), потім першого проректора (2005—2008), а з 2008 р. й донині — віцеректора з питань призначення і місії університету. Він працює у відкритій і дружній атмосфері цього незвичайного закладу вже 24-й рік і вважає це Божим благословенням. Наукового ступеня не має, але жартує, що отримав свій PhD в ув'язненні. Бере участь у багатьох вітчизняних та міжнародних наукових конференціях в Україні та світі.
До жодних партій ніколи не належав, за винятком короткого періоду, коли вступив до Народного руху України В'ячеслава Чорновола, щоб підтримати його, коли проти нього велись атаки з боку створеного Л. Скорик Всенародного руху України. Завжди підтримує своєю позицією і творчістю демократичний та незалежний розвиток Української держави і наполягає на тому, що він може бути успішним лише за умови духовного відродження її громадян, дотримання моральних цінностей.  
Крім праці в УКУ, М. Маринович веде велику громадську, наукову й мирянську роботу; виступає не лише по всій Україні, а й у багатьох країнах світу (побував уже в 39-ти); є членом різних громадських та надзірних рад, груп і капітул. Напрями його діяльності й творчості дуже багатогранні: права людини, подолання комуністичних стереотипів мислення й поведінки, конфліктологія, релігієзнавство, богослов'я, екуменізм, журналістика, міжнаціональні відносини, міжрелігійні та міжконфесійні стосунки, українська національна ідея, єдність українців, проблеми державотворення, соціокультурні проблеми. Стажувався по деяких із цих проблем у вузах за кордоном (Нідерланди, Німеччина, Канада). Крім численних публікацій у періодичній вітчизняній та закордонній пресі, а останнім часом — на інтернет-сайтах, видав кілька книг, монографій та брошур. За свою невтомну працю отримав різні державні та громадські нагороди — як  в Україні, так і за її кордонами.
Нижче подано по кілька прикладів діяльності й творчості М. Мариновича за різними напрямами (далеко не повний перелік).

## Громадська діяльність

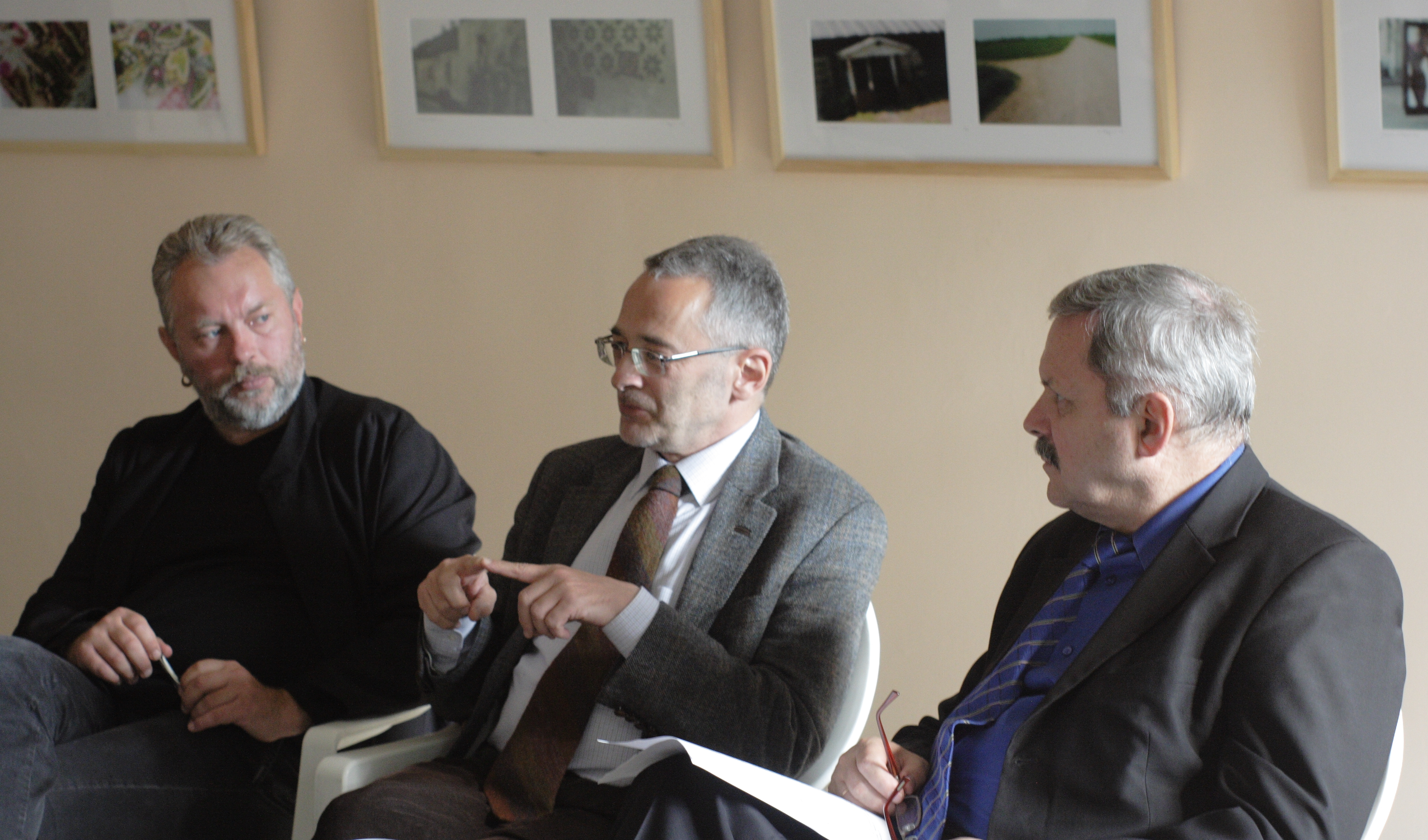
Голови ПЕН-клубів Литви, Польщі й України — Геркус Кунчюс, Адам Поморський та Мирослав Маринович (вересень 2013 року)

1976 р. — один з 10 членів-засновників правозахисної Української Гельсінської Групи (Київ).
1991 р. — засновник Дрогобицької групи Міжнародної Амністії, першої групи Amnesty International на території колишнього СРСР, а потім (1994 р.) Української асоціації «Міжнародна Амністія» (УАМА).
1992—1993 рр. — член Народного Руху України.
1993 р. — виступ перед рухівським активом Стрийщини з аналізом суспільно-політичної ситуації в Україні
1994—1997 рр. — голова Національного комітету УАМА.
1995—2000 рр. — член Громадської ради Українсько-Американського бюро захисту прав людини.
З 2000 р. й донині — член Капітули нагороди польсько-українського поєднання.
З 2004 р. й донині — член Капітули нагород журналу «Ї».
2006—2007 рр. — член ініціативної громадської групи, що домагалася наведення порядку у Львівському державному архіві після виявлення в ньому масштабних розкрадань.
2007—2012 рр. — член громадської Унівської групи, яка займалася культурними проблемами Львова.
Жовтень 2010 р. — виступ на Шостому «Київському діалозі» «Корупція в політиці, економіці та управлінні — стратегії її подолання в громадянському суспільстві та світі» з доповіддю «Культурні та суспільні причини для корупції в Україні».
Листопад 2010 р. — виступ на XIII Щорічній Фулбрайтівській конференції «Образ України у світі: реальний і бажаний» з доповіддю «Україна у світі чи Україна поміж двох світів?» (Київ)
2010—2014 р. — президент Українського центру Міжнародного ПЕН-клубу (після 2014-го — почесний президент).
З 2011 р. й донині — один із 11 членів-засновників Ініціативної групи «Першого грудня», створеної у 20-ту річницю незалежності України на заклик трьох Церков дбати про морально-духовне відродження громадян України та її влади.
2011 р. — участь у XXI Економічному форумі, виступ на Круглому столі «Європа — континент примирення. Міфи, історії, перспективи» (Криніца-Здруй, Польща)..
З 2012 р. й донині  – член Несторівської групи, неформального об'єднання інтелектуалів, експертів та громадських активістів, створеного з метою розробити стратегічне бачення розвитку України.
2012 р. — виступ у Дрогобицькій міській бібліотеці ім. В. Чорновола перед громадою міста на тему «Національний круглий стіл як шлях до громадянського суспільства в Україні»
2012 р. — участь у 78-му Конгресі Міжнародного ПЕН-клубу в якості президента Українського відділення ПЕН-клубу (Сеул, Південна Корея).
2013 р. — участь у панахидах у с. Павлівка на могилах польських жертв, а в с. Саґринь — на могилах українських жертв Волинської трагедії; модерування на семінарі «В об'єднану Європу — примиреними» у Східноєвропейському національному університеті імені Лесі Українки (с. Павлівка, Луцьк на Волині; Саґринь, Польща).
Листопад 2014 р. — участь у Круглому столі та конференції на тему: «Війна в Україні та миротворчі ініціативи у світлі тисячолітньої спадщини князів-мучеників Бориса і Гліба» (Париж, Франція).
Листопад 2016 р. — організував і провів силами Інституту релігії та суспільства й волонтерів в УКУ Ювілейний Форум дисидентів, присвячений 40-річчю заснування Української Гельсінської групи, куди з'їхалися 120 учасників — дисидентів і діячів національно-визвольного руху — не тільки з усієї України, а й з європейського та американського континентів, а також II Кримський форум, на який прибули, зокрема, кримські татари з окупованого Криму.
2018 р. — участь у Круглому столі на тему: «Roundtable Discussion Entitled the Situation of Human Rights in Crimea» в бейрутському Університеті Нотр-Дам разом із кримськими татарами; участь у кримськотатарському вечорі у Посольстві України в Бейруті (Ліван).
2018 р. — виступ у Кримському домі з лекцією «Анексія Криму й окупація Сходу як стимулятори нової України»; участь у міжконфесійному форумі Антуана Аржаковського з доповіддю «Коли запрацює східна легеня Європи?» (Київ).
2019 р. — участь у роботі Комісії «Правда, справедливість і миробудування між Росією та Україною, спільно з Європейським Союзом», у черговому зібранні на тему «Які мирні виходи з кризи в Криму та на Донбасі?»; виступ з доповіддю: «Концептуальний цуґцванґ Донбасу: Чи має Україна простір для маневру?» (Париж, Франція).
2020 р. — виступи на вебінарах, організованих правничою організацією «Адвокат майбутнього», перед різними групами молодих правників: прокурорів та адвокатів — з доповіддю «Солідарність корупційної змови: як правникам знайти волю її побороти?».
Крім того, виступав у різний час із доповідями й лекціями про суспільно-політичне становище в Україні, про ситуацію з правами людини та Міжнародну Амністію, про міжнаціональне порозуміння, про становлення демократичного громадянського суспільства, про залагодження конфліктів, із розповідями про побратимів з УГГ — перед різними аудиторіями в Україні (Київ, Дрогобич, Львів, Стрий, Харків, Донецьк, Кіровоград, Самбір, села Любінь Великий, Унів, Брюховичі та містечка Трускавець, Моршин, Миколаїв, Борислав, Старий Самбір, Рава-Руська, Добромиль, Нове Місто на Львівщині, оз. Світязь на Волині; Вінниця, Дніпропетровськ, с. Витвиця, Більшівці, Гошів та м. Коломия на Івано-Франківщині, м. Яремче на Закарпатті, м. Бережани на Тернопільщині, Кривий Ріг, Запоріжжя, Полтава, Івано-Франківськ, Чернівці) та за кордоном перед українськими громадами й іноземцями (Нью-Йорк, Вашингтон, Бірмінґем, Філадельфія, Бостон, Чикаго, Атланта, Стенфорд, Нью-Гейвен, Саус-Бенд, Детройт, Віндзор, Клівленд; Сідней, Аделаїда, Перт, Мельбурн; Анкара; Лондон, Лафборо, Оксфорд, Ліверпуль, Кембрідж; Стокгольм, Уппсала, Уміо, Мальме, Векше, Лунд; Осло; Любляна; Варшава, Ґданськ, Ґнєзно, Кшижова, Щецін, Арламув, Красічин, Краків, Освєнцім; Прага; Бонн, Берлін, Кеніґштайн, Вюрцбурґ, Кельн, Бауцен, Франкфурт; Женева; Братислава; Брюссель, Антверпен, Базель, Лювен; Париж, Авіньйон; Оттава, Едмонтон; Амстердам, Апельдорн; Мадрид; Богота; Пекін, Шанхай).

## Наукова діяльність
1990 р. — виступ на науково-теоретичному семінарі «Києво-Печерська Лавра та її місце в історії вітчизняної духовної культури XI—XVII ст.» із доповіддю про екуменічне значення Берестейської унії.
Червень 1991 р. — виступ на міжнародній науковій конференції Республіканської асоціації україністів «Проблеми українсько-єврейських взаємин» із доповіддю «Євреї та українці: спроба толерантної проекції взаємних інтересів» (Київ).
Червень 1991 р. — виступ на славістичній науковій конференції Іллінойського університету «Україна — Захід» з доповіддю «Повнота часу для України» (США, м. Урбана-Шампейн).
1991—1996 р. — викладач самостійно створеного курсу «Історія християнства в Україні» у Дрогобицькому педагогічному інституті (1991—1994) та Дрогобицькому інституті управління (1994—1996, за сумісництвом).
1992 р. — виступ на Всеукраїнській науково-практичній конференції «Національно-мистецька школа: здобутки і перспективи» з доповіддю «Проблеми культурного імунітету» (Дрогобич).
1993—1997 р. — науковий співробітник (за сумісництвом) Інституту східноєвропейських досліджень НАНУ в Києві.
Травень 1993 р. — Участь у міжнародній конференції Єврейського університету Єрусалима на тему українсько-єврейських відносин; модерування на секції «Історичні перспективи»; виступ із доповіддю «Під знаком Терезів» (Ізраїль, Єрусалим).
Червень 1993 р. — виступ на міжнародній науково-релігійній конференції «Українське православ'я: історія, сучасність, перспективи» з доповіддю «Ідея автокефалії та сучасність» (Київ).
Вересень 1994 р. — виступ на науковому семінарі Шведської секції Міжнародної Амністії про смертну кару з доповіддю «До питання про смертну кару в Україні» (Швеція, Стокгольм).
13–15 жовтня 1994 р. — участь у науковій конференції «Схід і захід України: шляхи інтеграції», виступи на Круглому столі (Донецьк).
17–19 жовтня 1994 р. — виступ на Перших наукових читаннях пам'яті Д.Чижевського з доповіддю «Ритм історії в концепціях Дмитра Чижевського і сучасність» (Кіровоград).
1995 р. — виступ на регіональній конференції Центру демократичних реформ з доповіддю «Філософія прав людини в українському суспільстві» (Харків).
1997 р. — виступ на підсумковій науковій конференції в Університеті Центральної Європи (після завершення стажування в Колумбійському ун-ті Нью-Йорка) з доповіддю «До питання релігійної свободи в Україні: закордонні релігійні місії та місцеві Церкви» (Угорщина, Будапешт).
Травень 1998 р.  – виступ на міжнародній релігієзнавчій конференції на тему етичних, політичних та правових аспектів релігійної свободи і прозелітизму з доповіддю (англ. мовою) «Релігійна свобода, прозелітизм і проблема релігійної ідентичності» (Ізраїль, Єрусалим).
Червень 1998 р. — участь в екуменічній зустрічі представників Церков Польщі, України, Білорусі та Німеччини і виступ з доповіддю (рос. мовою) «Поширення європейських інститутів на Схід: історичні обтяження на прикладі України» (Польща, Варшава).
1999 р. — доповіді про стан і розвиток богословської освіти в Україні на конференціях про релігійну освіту випускників програми Колумбійського ун-ту  (Болгарія, Софія) і в Інституті східнохристиянських досліджень (Нідерланди, Наймеґен).
2004 р. — виступ на XXI Форумі родини в Люблінському католицькому ун-ті з богословською доповіддю «Харизма єдності» (Польща, Люблін).
2005 р. — виступ із доповіддю про місію УКУ на міжнародній зустрічі «Позиція і проблеми католицьких університетів Центрально-Східної Європи» (Угорщина, Естергом).
2006 р. — доповідь на міжнаціональному і міжрелігійному семінарі «Ковчег» на тему: «Толерантність як політичний та моральний принцип» (с. Унів, Львівщина).
2008 р. — виступ на науковій конференції «Україна в Європі. Європа в Україні» з доповіддю «Європейська інтеграція України: геополітичні гальма та ціннісні дисбаланси» (Німеччина, Вюрцбурґ).
2010 р. — доповідь на семінарі, організованому кафедрою філософії Харківського національного університету, на тему: «Рене Жірар і Раймунд Шваґер: насильство та українські ремінісценції».
2011 р. — виступ на конференції релігієзнавців «Релігія і громадянське суспільство: Конфлікти релігійної ідентичності та інтеграційні процеси у світі, що глобалізується» на тему «Релігійна свобода в Україні: глобальний вимір національного імперативу» (Ялта, Кримська АР).
2012 р.  – виступ на науковій конференці «Twenty Years After Independence: Assessments, Perspectives, Challenges», організованій Università di Roma Tre, Università di Verona, UCU, Greek Catholic S. Sophia Center, з доповіддю: «Religious Freedom vs Traditions of State Favoritism: An Unsteady Balance» (Рим, Італія).
2016 р. — участь у міжнародній конференції про загрози з боку Росії, організованій Міжнародним республіканським інститутом (The Beacon Project, 29.04) з доповіддю: «From protector of communism to conservative Savior: How has Putin been able to benefit from the myth of his conservative credentials?» (Відень, Австрія).
2017 р. — участь у конференції «Три українські революції» з доповіддю «Релігійні аспекти трьох українських революцій» (Варшава, Польща).
Мирянська діяльність
1992, 1993, 1995, 2005 рр. — виступи з доповідями на екуменічних семінарах Євангелістської академії «Берлін-Бранденбург» (Берлін, Німеччина).
1996, 1998 рр.  – участь у І та II сесіях Патріаршого Собору УГКЦ (Львів).
1997, 2007 рр. — участь у II та III Європейських екуменічних асамблеях (Ґрац, Австрія; Сібіу, Румунія).
1998, лютий — виступ на соборі Львівської архиєпархії «Екуменічний аспект парохії в Церкві»     (с. Рудне на Львівщині).
1998, липень — участь в офіційних переговорах між делегаціями УГКЦ та УПЦ (МП) (Відень, Австрія).
1998, жовтень — листопад — виступи на тему нових тенденцій у розвиткові УГКЦ перед ченцями чину отців-василіян (Рим; Варшава) та отцями й семінаристами Української Папської колегії св.. Йосафата (Рим).
1998—2008 рр. — член Українського богословського наукового товариства й редакції журналу «Богословія».
2000, 2001, 2003 рр. — виступи на конференціях, організованих католицькою мирянською організацією «Unum Omnes», у селах Шмохтіц (Німеччина), Плитвице (Хорватія) та місті Дублін (Ірландія).
2001—2010 рр. — член Дорадчої групи при Главі УГКЦ Патріархові Любомиру кардиналові Гузару з екуменічних питань.
Червень 2001 рр. — керівник Служби папських текстів під час паломництва Папи Римського Івана-Павла II до України.
Липень 2001 р. — виступ на Форумі мирянських організацій, організованому молодіжною християнською організацією «Витанія» на тему: «Спонуки й труднощі мирянського руху» (Львів)
Вересень — жовтень 2001 р. — спостерігач від України на Всесвітньому Синоді Єпископів Католицької Церкви і виступ про місію єпископа очима мирян (Ватикан).
2003 р. — виступ на семінарі «Вплив мирянських організацій на суспільні процеси в Україні» зі співдоповіддю «Миряни в посткомуністичну добу» (Львів, УКУ).
2003, 2004, 2005 рр. — виступи з доповідями на І, II та III сесіях Собору монаших чинів (Львів).
2004 р. — участь у Форумі європейських мирянських комітетів і виступи під час дискусій (Фатіма, Португалія).
2004—2008 рр. — член Ради Комісії «Справедливість і мир» УГКЦ.
2010 р. — участь у Соціальних днях УГКЦ, виступи на тему «Розмова глухого з німим: Як донести моральні імперативи Церкви до суспільства?» (Харків; Кіровоград).
2015 р. — лекція для 7 новообраних владик УГКЦ на тему: «Соціальна доктрина Церкви» (Дрогобич).
2017 р. — участь у делегації країн Європи, організованій німецькою комісією «Справедливість і мир» до Колумбії, для знайомства з досягнутим примиренням між урядовими силами і повстанцями; зустрічі й бесіди з представниками колишніх протиборчих сторін (Боґота, Колумбія).
2019 р. — виступ у Реколекційному центрі перед молодими священиками, організований Молодіжною комісією УГКЦ, на тему «Митрополит Андрей Шептицький і принцип ‘позитивної суми’» (с. Брюховича на Львівщині).
2020 р. — організував міжконфесійну співпрацю духовних осіб та мирян над спільним документом «Туга за правдою, яка визволяє» і взяв участь у написанні його та обговоренні.
Також М. Маринович не раз виступав із доповідями й лекціями про релігійну свободу в Україні, становище релігійних меншин, проблеми державно-церковних стосунків, духовність в'язнів ҐУЛАҐу, мирянські та духовні проблеми сьогодення, ідентичність УГКЦ, військове капеланство, екуменізм — у різних місцях України (крім вищеназваних — Харків, Одеса, Рівне, Стрий, Трускавець, Івано-Франківськ, села Брюховичі, Потеличі, Унів та м. Моршин на Львівщині, Тернопіль, Ужгород) і за кордоном (Нью-Йорк, Вашингтон, Бірмінґем, Філадельфія; Сідней, Аделаїда, Перт; Будапешт, Ніредьгаза, Москва)

## Освітньо-просвітницька діяльність

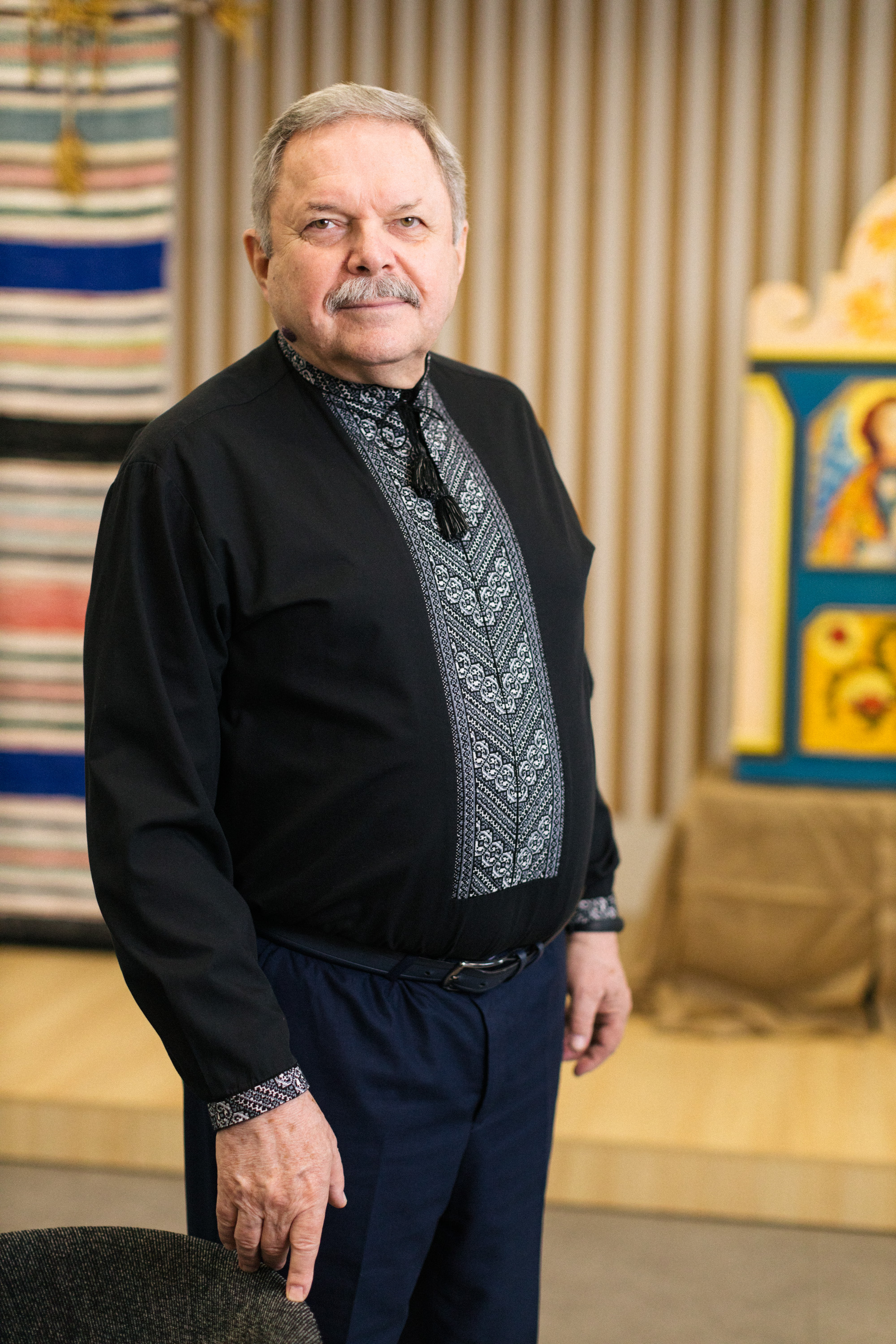
Мирослав Маринович (2023 рік)

1997 р. — читання лекцій для семінаристів Києво-Вишгородського екзархату УГКЦ на тему: «Релігійні права в історії західного християнства і в міжнародних документах» (Київ).
1998 р.  – читання лекцій на Міжнародних літніх курсах для ректорів греко-католицьких семінарій Східної Європи (Ніредьґаза, Угорщина)
1999 р. — читання лекцій на тему екуменізму на літніх курсах для парохів Києво-Вишгородського екзархату УГКЦ (м. Ворзель на Київщині).
Грудень 2001 р. — читання курсу лекцій в Польсько-українському колегіумі на тему «Багатоконфесійність і багаторелігійність України: сучасний стан» (Люблін, Польща).
2003, 2005, 2007 рр. — виступи з лекціями в Літній школі мирянського лідерства у м. Новояворівську на Львівщині.
2006—2008 рр. — читання лекцій з факультативного курсу «Історія Руху опору 1960–1970-х років в Україні» на філософсько-богословському та гуманітарному факультетах Українського католицького університету.
2009 р. — читання курсу лекцій в університеті св. Томи м. Сент-Пол (США, шт. Міннесота) на тему «Релігія в пострадянському світі: обтяжливий спадок і обнадійливі перспективи (з особливою увагою до України)».
2010—2011 рр. — читання лекцій курсу «Конфліктологія та релігійний контекст» на дистанційній магістерській програмі екуменічних наук Інституту екуменічних студій УКУ.
2019—2021 рр. — широкі презентації книги М. Мариновича «Митрополит Андрей Шептицький і принцип „позитивної суми“» і виступи (як офлайн, так і онлайн — через пандемію коронавірусу) з лекціями й бесідами на тему проповідницької спадщини Шептицького перед різними групами людей: молодими священниками, бізнесменами, освітянами, студентами, сестрами-монахинями, учасниками громадського об'єднання духовенства, літньої школи «Соціальна думка Митрополита Шептицького», Фестивалю української культури в Польщі, на Форумах видавців, на з'їзді молоді в УКУ «Вітер на-дії» тощо (у Львові, Києві, Івано-Франківську, Дніпрі, Яремче, Стрию, Любліні, Запоріжжі).
2020—2021 рр.  – читання курсу лекцій «Людина. Суспільство. Свобода» за програмою «Світоглядне ядро» для студентів перших-других курсів УКУ різних факультетів та навчальних програм.

## Робота з молоддю

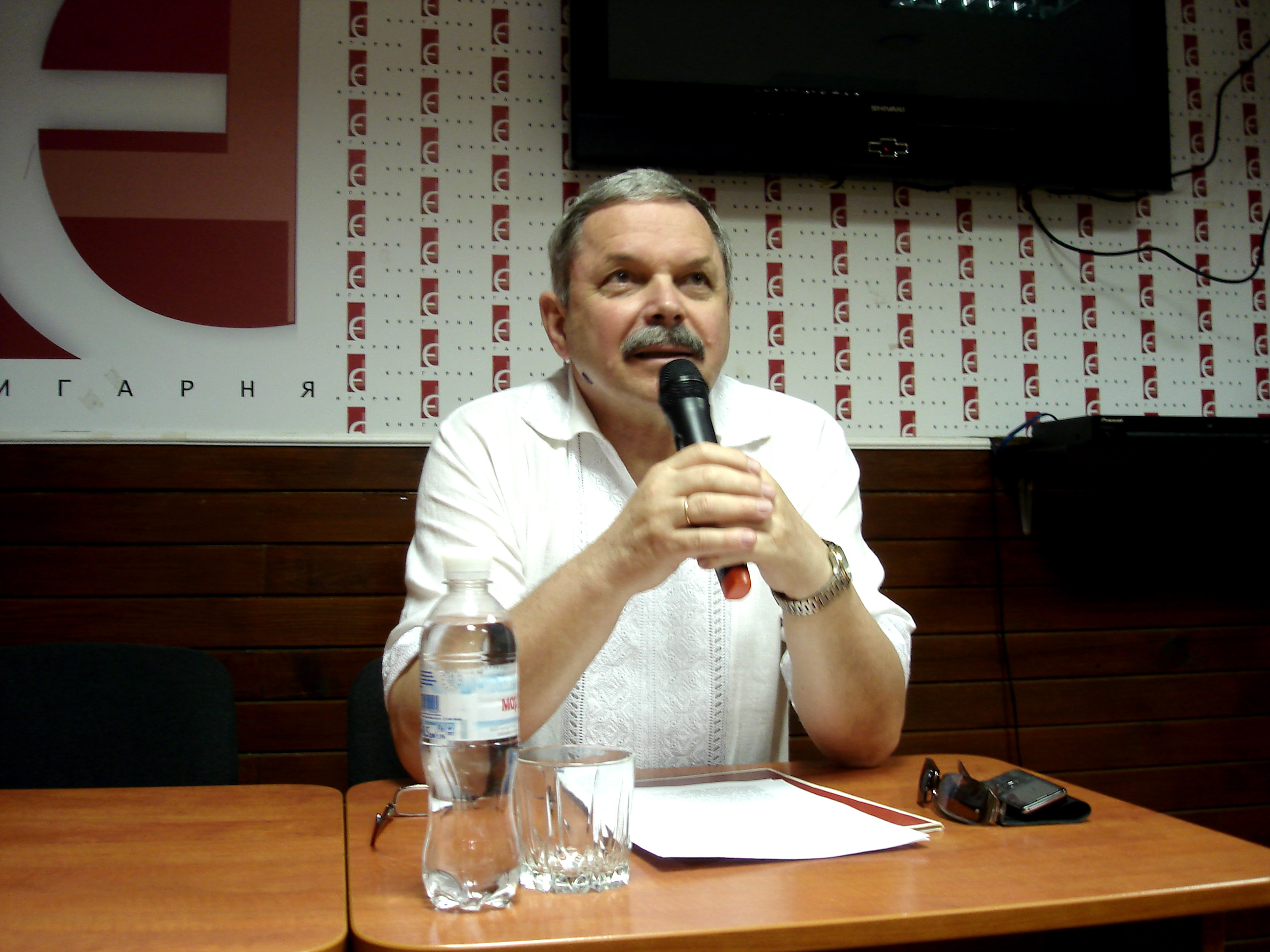
Мирослав Маринович під час зустрічі з молоддю у Харкові у книгарні «Є» (Харків, травень 2013 року)

1994 р. — виступ у Самборі перед членами організації «Українська молодь — Христові» з доповіддю «Державні уроки Митрополита Шептицького».
1997, листопад — виступ перед студентами ф-ту журналістики ЛНУ ім. І. Франка на тему духовних проблем сучасності.
1997, листопад — виступ перед молоддю Студентського та Церковного братств Дрогобича на тему: «Християнська ідентичність українців і місце українського християнства у світі».
1997, грудень — виступи перед учнями й викладачами Дрогобицької гімназії та СШ № 2 на тему прав людини.
1998, лютий — зустріч із колективом львівської школи дітей-інвалідів і виступ на тему «Духовні проблеми сьогодення».
1998, березень — виступ перед студентами фізично-математичного ф-ту Дрогобицького педагогічного університету на тему: «Проблеми трансформації мислення».
З 1998 р. й донині — організатор щорічних Всеукраїнських науково-практичних конференцій для студентів та молодих науковців в Інституті релігії та суспільства УКУ, які є позаконфесійними й міжрелігійними, для обговорення актуальних тем релігійно-суспільного життя України, створення можливостей для діалогу, кращого розуміння та мирного співіснування різних світоглядів у становленні справді плюралістичного, демократичного, правового суспільства (Львів, УКУ).
1999, серпень — виступ на Першій львівській школі молодих лідерів з лекцією «Права людини: міжнародні документи, українська специфіка, світові контраверсії» (м. Яремче). Згодом він виступав на цій школі ще кілька разів.
1999, вересень — виступ на Форумі християнської молоді з доповіддю «Спонуки і перестороги екуменізму»;  керування роботою  секції № 4 «Проблеми міжконфесійних стосунків» (Київ).
2001 р. — виступ перед учнями Першої національної гімназії м. Львова з лекцією «Духовні аспекти дисидентського руху».
2002 р. — виступ на конференції «Папа і молодь: рік після зустрічі» з доповіддю «Біблія в житті молоді України» (Львів, Сихів).
2004, 29 жовтня — виступ перед студентами ЛНУ в час «помаранчевого» студентського страйку.
З 2006 й донині — один з організаторів щорічного Всеукраїнського міжнаціонального і міжрелігійного молодіжного табору «Ковчег» для молодих громадян України: українців, поляків, євреїв, а після анексії Криму 2014 р. — також кримських татар, який («Ковчег»), за словами одного з учасників, «просто змушує тебе змінювати на краще себе і навколишній світ для спільного майбутнього в єдиній та незалежній Україні».
2008 р. — виступ перед студентами філософського ф-ту Одеського національного ун-ту й викладачами кафедри політології на тему: «Релігійна свобода в Україні: історія та сучасні виклики».
2010 р. — лекція у Клубі молодих журналістів на тему: «Проблема вини та покаяння за злочини комунізму» (Київ).
2003, 2005, 2007, 2014 рр. — виступи в літній школі молодіжного Інституту мирянського лідерства УКУ з лекціями на теми духовних цінностей та суспільно-політичні теми (Яремче, Новояворівськ).
2014 р. — виступ на літній школі Інституту лідерства УКУ з лекцією на тему: «Майдан, молодь і цінності» (Новояворівськ, Львівщина).
2015 р. — виступ на Форумі молоді Дрогобиччини з лекцією «Ціннісні орієнтири молодої людини на порозі викликів мережевого суспільства».
2015 — виступ на протестантському молодіжному Форумі «Місія у професії» в Українському домі (Київ).
2016 — виступ перед учасниками Відеоакадемії документального серіалу DOCemotion із лекцією про духовність ГУЛАГу.
2018—2020 рр. — організація і проведення Молодіжних Круглих столів на тему: «Ціннісні розлами у суспільствах: що стоїть за культурними війнами сьогодення?», з участю молодих успішних бізнесменів, громадських активістів, учасників російсько-української війни тощо з усієї України для знайомства молодих людей між собою, обміну їхнім досвідом успішної діяльності і творення в майбутньому об'єднаної сили, яка змінить Україну на краще (Львів, УКУ).

## Книги і брошури Мирослава Мариновича
Вивчення прав людини: Методичні матеріали й рекомендації для вчителів середніх шкіл. — Дрогобич, 1991. — 16 с. (у співавторстві з Надією Маринович).
Україна на полях Святого Письма: Проза, вірші, есе, публіцистика, листи / ред. і передмова Василя Іванишина. — Дрогобич: Відродження, 1991. — 108 с.
Україна: дорога через пустелю: Збірник статей / передмова Інни Захарової. — Харків: Фоліо, 1993. — 189 с.
Спокутування комунізму: Триптих — Дрогобич: Вид. Руху, 1993. — 44 с.
Права людини. — Київ: Демос-центр, 1993. — 44 с.
Ökumenische Prozesse in der Ukraine (Sonderdruck. Institut für Religion und Geselschaft an der Ukrainischen Griechisch-Katolischen Theologischen Akademie. Lwiw / Ukraine) / перекл. нім. Анна-Галя Горбач, 1999. — 59 с.
Мирослав Маринович, Зиновій Антонюк, Семен Глузман. Листи з волі / за ред. Мирона Петровського. — Київ: Сфера, 1999. — 400 с. (літературно-публіцистичне видання).
Українська ідея і християнство, або Коли гарцюють кольорові коні Апокаліпсису. — Київ: Дух і Літера, 2003. — 544 с. (науково-публіцистична монографія)
An Ecumenist Analyzes the History and Prospects of Religion in Ukraine / перекл. англ. Матвій Матушак. — Lviv: Ukrainian Catholic University Press, 2004. — 90 с.
Ісус і Божий народ: юдеї і християни у спільноті спасіння. — Львів: Свічадо, 2009. — 88 с. (богословське дослідження)
Вибране, у 6 т. — Львів: Видавництво Українського католицького університету, 2010
т. 1: Автобіографічні та ранні твори. Листи. — 464 с.
т. 2: Постаті друзів. Дрогобицькі репортажі. Дорожні замальовки. — 464 с.
т. 3: Публіцистика. — 640 с.
т. 4: Наукові праці. — 592 с.
т. 5: Передмови та рецензії. Виступи й інтерв'ю. — 624 с.
т. 6: Українська ідея і християнство, або Коли гарцюють кольорові коні Апокаліпсису. — 544с.
Всесвіт за колючим дротом: Спогади і роздуми дисидента. — Львів: Видавництво УКУ, 2016. — 536 с.
Митрополит Андрей Шептицький і принцип «позитивної суми» / передмова Адріана Сливоцького. — Львів: Видавництво Старого Лева, 2019. — 248 с. (наукове дослідження)

### Готуються до друку в 2021р.:
The Universe behind barber wire: Memoirs of a ukrainian soviet dissident / перекл. англ. Зоя Гаюк, ред. Кетрін Янґер, передмова Тімоті Снайдера. — Нью-Йорк: University Rochester Press, 2021. — 442 с.
Як Україні виростити крила: Виступи, статті, доповіді, інтерв'ю (2018—2021 рр.). — Київ: Дух і Літера, 2021. — 272 с.

## Нагороди та відзнаки

### Державні ордени
2006 р. — кавалер державного ордена «За мужність» І ступеня, згідно з Указом Президента України Віктора Ющенка, за громадянську мужність, самовідданість у боротьбі за утвердження ідеалів свободи і демократії та з нагоди 30-ї річниці створення Української Громадської Групи сприяння виконанню Гельсінкських угод.
2006 р. — Кавалерський хрест державного ордена Республіки Польща «За заслуги», згідно з указом Президента Польщі Леха Качинського, за внесок в українсько-польське порозуміння.
2008 р. — кавалер Ордена Свободи, згідно з Указом Президента України Віктора Ющенка, за визначний особистий внесок в обстоювання прав людини, виявлені мужність і самовідданість у боротьбі за свободу і незалежність України, плідну науково-публіцистичну діяльність.
2017 — орден князя Ярослава Мудрого V ст., згідно з Указом Президента України Петра Порошенка, за значний особистий внесок у державне будівництво, соціально-економічний, науково-технічний, культурно-освітній розвиток Української держави, справу консолідації українського суспільства, багаторічну сумлінну працю.

### Відзнаки органів місцевого самоврядування
2001 р. — медаль «10 років незалежності України»
2010 р. — відзнака «Почесний громадянин Дрогобича»
2015 р. — Орден Лева Львівської міської ради
2016 р. — відзнака «Почесний громадянин села Комаровичі»
2017 р. — відзнака «Почесний громадянин Львова»
2018 р. — відзнака Львівської міськради «Ключ до міста» до 75-річчя ліквідації Янівського концтабору і Львівського ґетто

### Церковні відзнаки
2000 р. — медаль «Knights of St. Columbanus» римо-католицького братства «Лицарі Колумба» (Ірландія)
2003 р. — медаль «Quo Vadis, Europo?» учасникові IV міжцерковного з'їзду у Ґнєзно (Польща)
2007 р. — пам'ятна медаль «Верховний Архиєпископ Києво-Галицький Любомир» (Гузар) «До 30-ліття архиєрейської хіротонії»
2009 р. — подячна грамота Блаженнішого Любомира Гузара до 60-ліття М. Мариновича
2018 р. — пам'ятна медаль Йосипа Сліпого «Anniversarium»
2018 р. — відзнака Напа Інституту (США) «За мужність у громадській сфері» Архиєпископа Чарльза Дж. Чапута

### Громадські відзнаки
1993 р. — премія журналу «Сучасність» за політологічне дослідження «Спокутування комунізму»
1995 р. — премія ім. Валерія Марченка, присуджена Українсько-американським бюро захисту прав людини за кращі публікації у сфері правозахисту
1999 р. — медаль Фонду ім. Зеєва (Володимира) Жаботинського від Товариства «Україна — Ізраїль» за визначний внесок у справу міжнаціонального порозуміння
2001 р. — почесна грамота з нагоди 25-ліття створення Української Гельсінської групи
2004 р. — кавалер ордена Капітули «Ї» «За інтелектуальну відвагу»
2005 р. — вища нагрудна відзнака Народного Руху України «За заслуги перед українським народом»
2006 р. — медаль «Іван Франко. 150 років від дня народження» Львівського національного університету імені Івана Франка
2009 р. — премія ім. Василя Стуса, заснована Українською асоціацією незалежної творчої інтелігенції (УАНТІ, Київ)
2012 р. — відзнака ім. Ігнація-Яна Падеревського від Генерального Консульства Республіки Польща у Львові
2013 р. — відзнака Сергіо Віейра де Мелло організації «Вілла Деціуша» (Польща)
2014 р. — медаль Свободи ім. Трумена — Рейґана від Фундації з ушанування жертв комунізму (США)
2016 р. — нагорода ім. Єжи Ґєдройця газети «Жечпосполіта» (Польща)
2018 р. — відзнака ім. Станіслава Вінценза «За гуманістичне служіння та внесок у розвиток регіонів» від Форуму «Via Catpatia»
2018 р. — почесна медаль УГС Українського товариства політв'язнів і репресованих до 30-ліття Української Гельсінської Спілки
2019 р. — нагрудний знак QIRIM «За заслуги перед кримськотатарським народом» від Меджлісу кримськотатарського народу
2019 р. — медаль Вдячності (Medal of Gratitude), заснована Europejskie Centrum Solidarności, з нагоди 30-ліття «Солідарності» (Польща, м. Ґданськ)
2019 р. — відзнака BOOM AWARDS у номінації «Гордість нації» (Львів)
2020 р. — відзнака ім. Пола Гарріса Ротарі-клубу
2024 р. — увійшов до списку 30 лідерів думок сучасної України, чиї тексти, оцінки та інтерв’ю формують настрої еліти і влади за версією видання NV
2025 р. — став лауреатом Премії відкритого суспільства від Міжнародного фонду "Відродження"

### Громадські звання
1999 р. — звання «Галицький лицар» у номінації «Громадський діяч»
2003 р. — обраний «Королем Галичини» на конкурсі «Галицький Лицар-2002»
2014 р. — почесний президент Українського центру Міжнародного ПЕН-клуб